# ساچیکو کوبایاشی
ساچیکو کوبایاشی (انگلیسی: Sachiko Kobayashi؛ زادهٔ ۵ دسامبر ۱۹۵۳) خوانندگی، voice actress اهل ژاپن است. وی از سال ۱۹۶۳ میلادی تاکنون مشغول فعالیت بوده‌است.